# 331. Infanterie-Division
La 331. Infanterie Division fu divisione dell'esercito tedesco attiva durante la seconda guerra mondiale. Attiva per due anni, fu poi sciolta. Ricostituita per pochi mesi, subì forti perdite nella sacca di Falaise, in Normandia e venne quindi incorporata nella 346. Infanterie-Division.

## Storia
La divisione fu costituita il 15 dicembre 1941 a Königsbrück ed era una cosiddetta unità “Valchiria”, ovvero una delle 4 divisioni costituite nell'inverno 1941 in un periodo di tempo molto breve e composte da personale addestrativo e sostitutivo dell'esercito di riserva e da guariti (le altre divisioni erano la 328. Infanterie-Division, la 329. Infanterie-Division e la 330. Infanterie-Division).
Da gennaio a marzo 1942, la divisione era in marcia per unirsi alla 4. Armee, dal 20 marzo prese parte alle battaglie difensive a nord-ovest di Szuchinitschi e dal 23 maggio 1942 combatté a Kirov. Tra l'11 agosto e il 12 settembre 1942 si trovava nella zona a sud di Szuchinitschi, dove si svolsero diverse battaglie offensive e difensive, combatté poi nuovamente a Kirov, da gennaio a metà febbraio 1943 a Velikiye Luki e da maggio nella zona di Novossokolniki. Il 22 settembre 1943 la divisione fu riorganizzata in una nuova divisione di tipo 44 e da gennaio a marzo 1944 prese parte a diverse battaglie di evacuazione a sud-est di Ostrow; La divisione subì pesanti perdite in queste battaglie e fu quindi trasportata in patria alla fine di marzo 1944 ed i resti di alcuni suoi reggimenti furono incorporati nell'87. Infanterie-Division.
Dall'aprile 1944, la divisione fu riorganizzata presso l'area di addestramento militare di Wahn, dove avvenne l'inclusione della Infanterie-Division Wahn; alla fine di aprile fu trasferita nella zona tra Boulogne e Calais e dalla fine di luglio 1944 fu impegnata in Normandia nelle battaglie difensive di Saint. Lo, Caen e di Falaise. I resti della divisione si ritirarono attraverso la Senna nell'area dell'Elbeuf, in Francia settentrionale attraverso Amiens, Lille e nell'area di Anversa in Belgio fino ad arrivare nei Paesi Bassi, dove si unirono alla 15. Armee. Il 30 settembre 1944 fu ordinato lo scioglimento della divisione ed i resti furono incorporati nella 346. Infanterie-Division e nella 712. Infanterie-Division.

## Ordine di battaglia
331. Infanterie-Regiment 1939
- Infanterie-Regiment 557
- Infanterie-Regiment 558
- Infanterie-Regiment 559
- Artillerie-Regiment 331
- Pionier-Bataillon 331
- Panzerjäger-Abteilung 331
- Aufklärungs-Abteilung 331
- Divisions-Nachrichten-Abteilung 331
- Divisions-Nachschubführer 331

331. Infannterie-Division 1944
- Grenadier-Regiment 557
- Grenadier-Regiment 558
- Grenadier-Regiment 559
- Divisions-Füsilier-Bataillon 331
- Artillerie-Regiment 331
- Pionier-Bataillon 331
- Panzerjäger-Abteilung 331
- Feldersatz-Bataillon 331
- Divisions-Nachrichten-Abteilung 331
- Divisions-Nachschubführer 331

- DecorazioniAlcuni soldati della 331. Infanterie-division furono premiati per le loro azioni in guerra[2]:

- Croce Tedesca
  - in oro: 4
- Croce di Cavaliere della croce di ferro: 3

## Comandanti
- Generalleutnant Fritz Hengen (15 dicembre 1941 - 30 dicembre 1941)
- General der Infanterie Franz Beyer (30 dicembre 1941 - 22 febbraio 1943)
- Generalleutnant Karl-Ludwig Rhein (22 febbraio 1943 - 1º gennaio 1944)
- Generalmajor Heinz Furbach (1º gennaio 1944 - 25 aprile 1944)
- Generalleutnant Karl-Ludwig Rhein (25 febbraio 1944 - 1º agosto 1944)
- Generalleutnant Walter Steinmüller (1º agosto 1944 - ottobre 1944)[1]